# William J. Ruane
William John Ruane (* 24. Oktober 1925 in Chicago, Illinois; † 4. Oktober 2005 in New York) war ein US-amerikanischer Value-Investor, Fondsmanager und New Yorker Philanthrop. Er ist eine der Personen, die im Essay The Superinvestors of Graham-and-Doddsville Erwähnung finden.
Ruane wuchs im Chicagoer Vorort Oak Park auf. 1945 schloss er das Studium der Elektrotechnik an der University of Minnesota mit Prädikat cum laude ab. Nach kurzem Einsatz im Pazifikkrieg gegen Japan im selben Jahr nahm er zunächst eine Stelle beim US-Konzern General Electric an. Allerdings bereute er seine Berufswahl schon bald und schrieb sich erneut für ein Studium an der Harvard Business School ein, wobei er in einem Seminar an der Columbia University mit den Lehren Benjamin Grahams in Berührung kam und Warren Buffett kennenlernte. Nach seinem Abschluss im Jahre 1949 arbeitete Ruane zunächst 20 Jahre lang für das Bostoner Bankhaus Kidder, Peabody & Co.
Als Buffett 1969 seine Investmentfirma Buffett Partnership zugunsten Berkshire Hathaways aufgab, gründete Ruane zusammen mit einem Partner eine Investmentfirma und legte für Buffetts einstige Geschäftspartner einen Aktienfonds auf, den Sequoia Fund. Dessen Gewinnentwicklung ließ den US-Leitindex S&P 500 über Jahrzehnte hinweg deutlich hinter sich, hatte jedoch starke Startschwierigkeiten. So blieb der Fund in den ersten zwei Jahren deutlich hinter dem S&P 500 zurück. Nach Aussagen Ruanes trauten er und sein Partner sich in dieser Zeit kaum auf Anfragen der Investoren zu antworten.
Ruane engagierte sich zeitlebens besonders in der Ausbildung sozial benachteiligter Kinder und Jugendlicher sowie im Gesundheitsbereich. William Ruane verdankt die Stadt New York das Carmel Hill Project, die Sanierung eines heruntergekommenen Häuserblocks an der Fifth Avenue Ecke 118. Straße im New Yorker Stadtteil Harlem. Darüber hinaus gründete der ein Lehrprogramm für 26 New Yorker Schulen und 19 Schulen in Monroe. Auch die Initiative „TeenScreen“, die US-weit einen kostenlosen Test für Teenager hinsichtlich Depressionen und Suizidgefahr anbietet, ist von ihm initiiert worden.
Ruane starb am 4. Oktober 2005 im Memorial Sloan-Kettering Cancer Center an Lungenkrebs. Er war verheiratet und hatte vier Kinder.